# Taxeotis compar
Taxeotis compar är en fjärilsart som beskrevs av Turner 1929. Taxeotis compar ingår i släktet Taxeotis och familjen mätare. Inga underarter finns listade i Catalogue of Life.